# Qualificazioni al campionato mondiale maschile under 21 di pallavolo 2015
Le qualificazioni al campionato mondiale juniores di pallavolo maschile 2015 hanno assegnato quindici posti per la fase finale; il Messico (come paese ospitante) si è qualificato automaticamente.

## Squadre partecipanti
- Austria
- Belgio
- Bulgaria
- Croazia
- Danimarca
- Estonia
- Francia
- Germania
- Grecia
- Italia
- Lettonia
- Paesi Bassi
- Polonia
- Portogallo
- Rep. Ceca
- Romania
- Russia
- Serbia
- Slovacchia
- Slovenia
- Turchia
- Ucraina
- Ungheria

## Qualificazioni continentali

### Africa
Le partite valide per l'assegnazione dei posti riservati alla confederazione africana sono iniziate il 27 febbraio 2015 con il campionato africano juniores 2015 e si sono concluse il 1º marzo 2015. Il posto a disposizione è stato assegnato alla prima classificata.
Squadre qualificate:
- Egitto (prima classificata)

### America del Nord
Le partite valide per l'assegnazione dei posti riservati alla confederazione nordamericana, centroamericana e caraibica sono iniziate il 27 febbraio 2015 con il campionato nordamericano juniores 2014 e si sono concluse il 1º marzo 2015. I posti a disposizione sono stati assegnati alla prima e alla seconda classificata.
Squadre qualificate:
- Canada (seconda classificata)
- Cuba (prima classificata)

### America del Sud
Le partite valide per l'assegnazione dei posti riservati alla confederazione sudamericana sono iniziate il 27 agosto 2014 con il campionato sudamericano juniores 2014 e si sono concluse il 31 agosto 2014. I posti a disposizione sono stati assegnati alla prima e alla seconda classificata.
Squadre qualificate:
- Brasile (prima classificata)
- Argentina (seconda classificata)

### Asia ed Oceania
Le partite valide per l'assegnazione dei posti riservati alla confederazione asiatica ed oceaniana sono iniziate il 17 ottobre 2014 con il campionato asiatico ed oceaniano juniores 2014 e si sono concluse il 25 ottobre 2014. I posti a disposizione sono stati assegnati alla prima e alla seconda classificata.
Squadre qualificate:
- Cina (seconda classificata)
- Iran (prima classificata)

### Europa
Le partite valide per l'assegnazione dei posti riservati alla confederazione europea sono iniziate l'8 gennaio 2015 e si sono concluse il 17 maggio 2015.  I posti a disposizione sono stati assegnati alle prime due nazionali classificate nei gruppi di qualificazione della seconda fase.
Squadre qualificate:
- Polonia (1ª classificata nel Girone H della seconda fase)
- Slovenia (1ª classificata nel Girone G della seconda fase)

## Qualificazioni tramite ranking
I restanti sei posti disponibili sono stati assegnati alle migliori sei nazionali escluse dalle qualificazioni, tenendo conto della loro posizione nel FIVB Juniores World Ranking al dicembre del 2014.
Squadre qualificate:
- Francia (4ª nel FIVB Juniores World Ranking)
- Giappone (11ª nel FIVB Juniores World Ranking)
- Italia (3ª nel FIVB Juniores World Ranking)
- Russia (1ª nel FIVB Juniores World Ranking)
- Stati Uniti (9ª nel FIVB Juniores World Ranking)
- Turchia (7ª nel FIVB Juniores World Ranking)